# Мироточење
Мироточење (грч. μυροβλυσία) је, у хришћанству, појављивање уљане влаге, познате као миро, на иконама, крстовима или моштима светитеља. Мироточење подразумева спонтано појављивање лаке уљане материје, која испушта пријатан мирис. Разни случајеви мироточења разликују се један од другог по врсти, боји и конзистенцији течности која се појављује. Она може да буде густа и вискозна као смола, или да личи на росу.
Хришћанске цркве сматрају мироточење као чудесни догађај, али нема довољно дискусија о узроцима и карактеру појаве течности зато што црквене власти не дозвољавају научни приступ моштима и другим реликвијама.

## Мироточење у историји
Свето Писмо не говори ништа о мироточењу. Сва помињања дате појаве налазе се једино у светом предању. У најраније забележене случајеве мироточења спадају:
- миомирисно уље из гробнице апостола Јована Богослова, које точи сваке године;
- мироточење моштију апостола Филипа (према апокрифу "Дела апостола Филипа", споменик 2-3. века);
- "Мучеништво Теодота Анкирског" (3. век) извештава о точењу мира од мученикових остатака;
- многобројни извештаји о обилном мироточењу моштију Димитрија Солунског (према сазнању Димитрија Ростовског, његово мироточење је познато од 7. века[2], док Јован Скилица тврди да се мироточење од светитеља први пут појавило 1040. године[3]);
- мошти светог Николаја Чудотворца, која се од 9. маја 1087. године налазе у крипти светитељеве базилике у граду Бари (Италија), непрестано точе миро, које се једном годишње вади кроз мали отвор на поклопцу гробнице;[4]
- точење уља од моштију преподобне Теодоре у Солуну у 14. и 15. веку. "Од ње непрестано точи миро, као из текућег извора, поред леве ноге тече у каду. То миро раздељују на благослов правоверним хришћанима"[5].

Савремени примери:
- Монреалска Иверска икона Мајке Божије, по многобројним сведочењима, скоро непрекидно је мироточила у току 15 година (1982—1997);
- 2009. године у току богослужења у војничкој четврти Севастопоља, икона Мајке Божије "Умекшање злих срца" замироточила је крвљу[6].